# Замок святого Андрія
Замок Святого Андрія (грец. Κάστρο του Αγίου Ανδρέα) або замок у Кіпарисі (грец. κάστρο στο Κυπαρίσσι) — замок, побудований османами в XVIII столітті в місті Превеза, Греція.  

## Історія
Замок будувався протягом трьох фаз в три різні історичні періоди Превези.

### Перша фаза (1702-1718)
Відповідно до умов мирного договору, укладеного під час Карловицького конгресу, в 1701 році венеційці покинули Превезу, передавши її османам. При цьому попередньо вони під наглядом османів підірвали замок Бука. Дотримуючись умов Карловицького договору, османи не могли зміцнити Амвракійську затоку, будуючи замок на місці зруйнованого попередника. Замок як і інший замок міста — Замок Святого Георгія були побудовані з використанням матеріалів зруйнованого замку.
Відразу після здачі Превези османи укріпили місто, побудувавши великий квадратний земляний замок з кам'яними бастіонами на чотирьох кінцях. Замок згадується у венеційських документах як "замок у Кіпарисі", а його будівництво було завершене у серпні 1702 року. З південного, західного та північного боків замок був оточений оборонним ровом. Через замок протікала річка, яка впадала в протоку та рухала колесо водяного млина, розташованого в укріпленні.

### Другий етап (1718-1797)
З підписанням Пожаревацького миру Превеза, яка фактично була захоплена венеційцями з 1717 р., була де-юре передана їм. У перші роки другого венеційського володіння Превезою (1718-1797) замок був вдосконалений відповідно до нових фортифікаційних вимог. Його площа зменшилася майже наполовину, а земляні стіни викладені каменем, частина якого збереглася донині. До центральної частини західної сторони замку було додано п'ятий бастіон. Захисний рів, що його оточував, поглиблювався і розширювався. Османська мечеть у центрі замку була перетворена на католицьку церкву імені Святого Андрія на честь венеційського адмірала Андреа Пізані (1662-1718), який брав участь і сприяв захопленню Превези в 1717 році та помер наступного року.

### Третя фаза (1807-1820)
З поверненням Алі-паші Тепелєнського в Превезу наприкінці листопада 1806 р. розпочались широкомасштабні фортифікаційні роботи. Значні зміни були внесені в бастіони замку, а його площу було розширено за рахунок будівництва зовнішньої огорожі на схід від замку, яке було завершено восени 1808 року. Таким чином, замок включив будинки визначних містян, які проживали в його районі на схід від місця де розташовувався Замок Бука. Католицьку церкву Святого Андрія перетворили на пороховий склад, а на місці православної церкви Святого Андрія побудували велику мечеть. Доступ до замку здійснювався через новий вхід, побудований для укріплення зовнішньої ділянки замку. На фасаді південно-східного бастіону замку був розміщений мармуровий напис, здійснений староосманською мовою, де вказана дата завершення Алі-пашею благоустрою замку та побажання "Слава Аллаху". Рік Гіджри 1223 (١٢٢٣ у староосманському). Згаданий у написі період, відповідає проміжку з лютого 1808 до лютого 1809 року за григоріанським календарем.

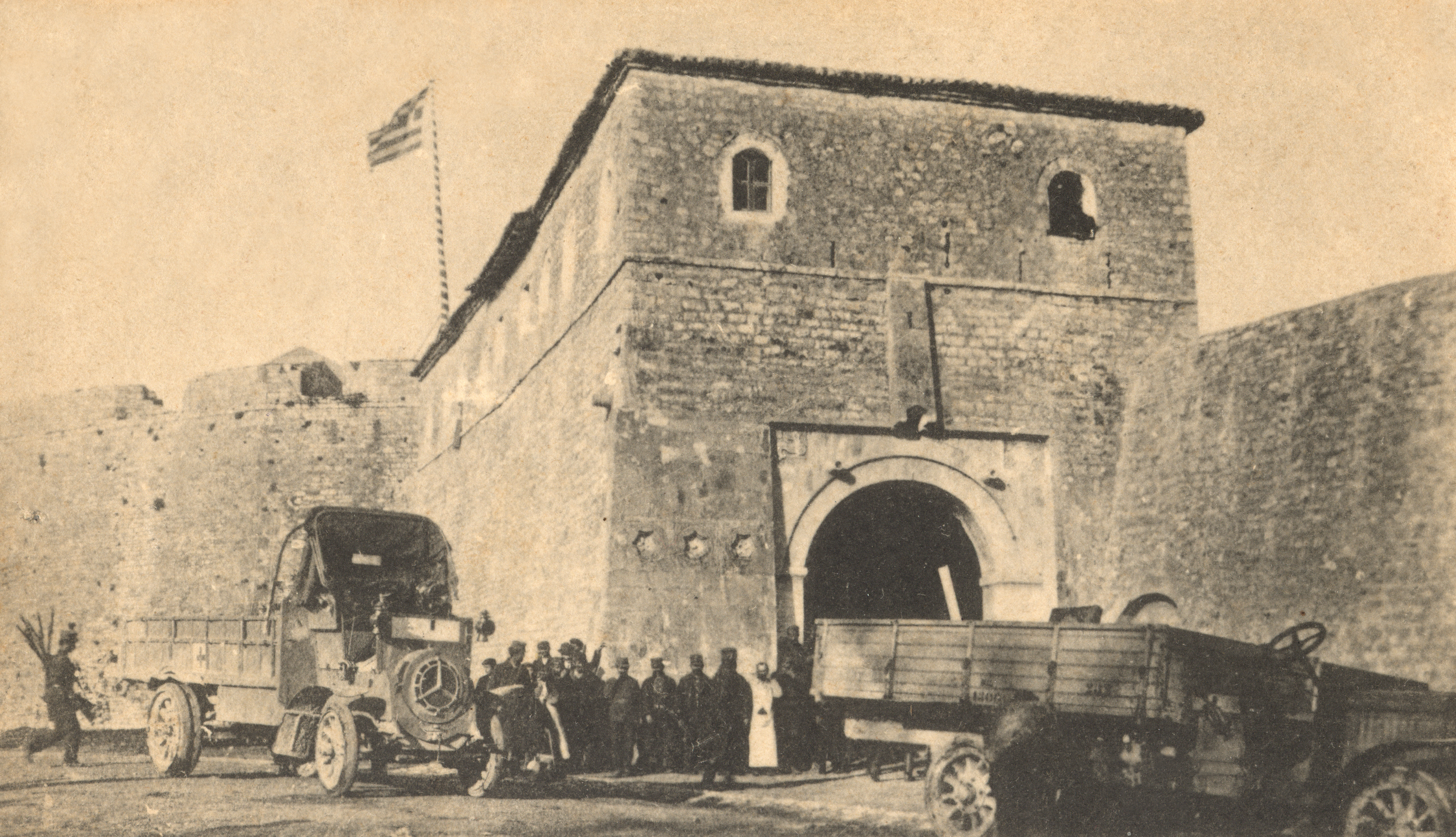
Замок в 1913 році

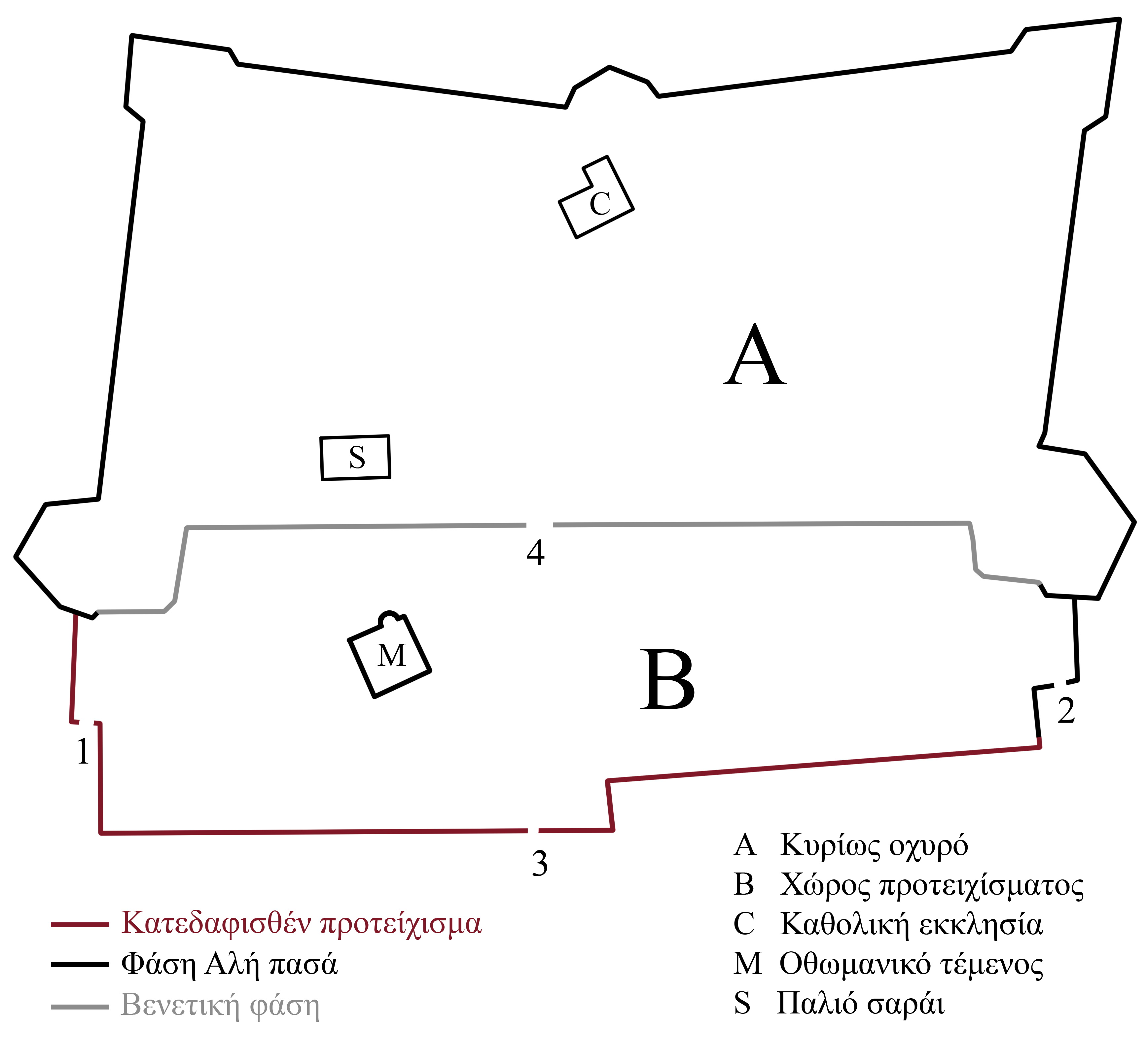
План замку

### Замок після 1912 року
З визволенням Превези грецькою армією 21 жовтня 1912 року замок потрапив до неї як власність османської армії під час окупації міста. Далі в замку розташовувались підрозділи грецької армії, які підтримували триваючі військові дії в Першій Балканській війні.
У 1921 році східна стіна зовнішньої огорожі замку була зруйнована армією. Приблизно в 1949 р. більшість південної стіни зовнішнього подвір’я було зруйновано, а також зруйновано велику браму. Близько 1955 р. було зруйновано решту зовнішньої стіни замку.
З грудня 1948 року в замку розташовувався підрозділ грецької армії 660 PAVP (Advanced War Material Warehouse), названий на честь Адамантіоса Дукаса лейтенанта грецької армії, який загинув у Першій Балканській війні.
У північно-східному бастіоні замку, у приміщенні, яке Армія віддала Церкві, був побудована нава Андрія, яка була урочисто відкритий в 1956 році.
У 1965 році замок за рішенням прем'єр-міністра Греції був оголошений пам'яткою історії.
У 1980 році замок знову був оголошений історичною пам'яткою за рішенням міністра культури та науки Греції.
У березні 2005 року військова частина покинула замок.
У квітні 2015 року замок віднесено до ному Превези. 

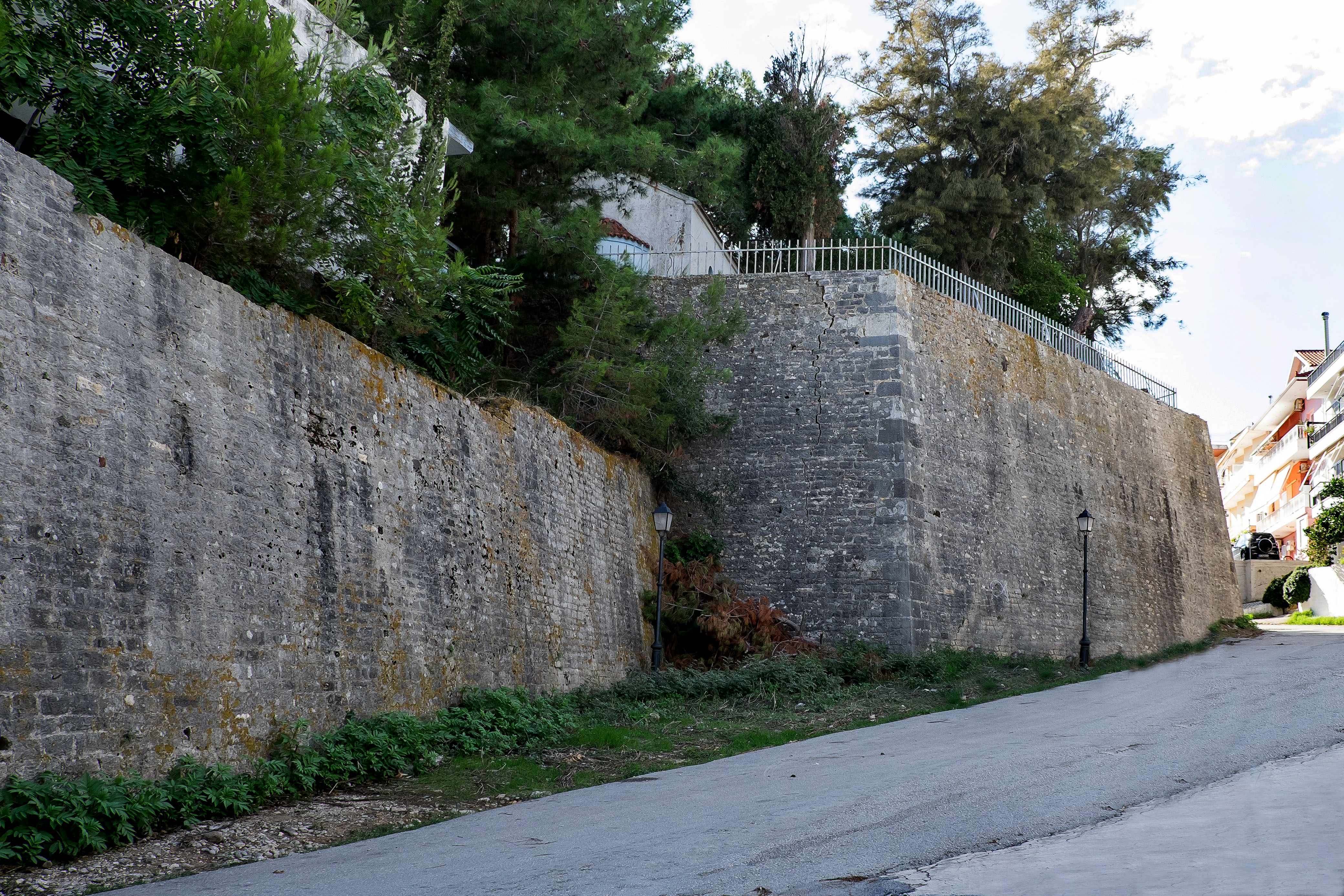
Стіни замку

## Архітектура
Першочергово замок площею 44 000 кв. м побудований на відстані гарматного пострілу від місця старого замку на місцевості з м'ягкою землею, що дозволило зробити земляні стіни та швидко викопати оборонний рів.  Довжина сторони замку складала приблизно 260 метрів з яких по 25 метрів довжина кожної із зовнішніх сторін бастіонів. Конструкція укріплення була простою та складалась з невеликої кам'яної стіни заввишки 1,04 м. 1,74 м в ширину. В стіну були вмуровані дерев'яні стовпи, висотою 2,78 м, розташовані  за 1,74 м від кам’яної стіни. Земляний контрфорс перед кам’яною стіною побудований з ґрунту, викопаного із рову мав 1,74 м. в ширину і стільки ж у висоту. Отже, між контрафорсом та стовпами створено коридор, який пролягав по стіні. За межами укріплення був викопаний та заповнений водою рів глибиною 2,09 м шириною 1,74 м у верхній частині та 1,04 м внизу.

## Різьба по каменю
У кладці замку Святого Андрія збереглися шість кам'яних різьблень та два написи. В 1914 році археолог Олександр Філаделфевс писав, що на кладці замку збереглися ще п’ять кам’яних різьблень (два біля головного входу в замок і три біля східної стіни зовнішнього подвір’я). Археолог вирішує, що всі приклади різьби по каменю, крім однієї, належать до османського періоду.
З шести вцілілих різьблень на кладці одна розташована в південно-західному бастіоні і зображає жахливу перелякану тварину (з хвостом під ногами) і чоловіка з піднятими руками. Друга розташована у південно-східному бастіоні, на ній зображені дві тварини у формі собаки, які стоять на задніх лапах і тримаються передніми лапами, а вгорі є короткий напис, написаний османською мовою. Інші чотири розташовані в північно-східному бастіоні і зображують мисливця, який стріляє у велику тварину, жахливу тварину, прикуту до кипариса (загальна тема в замках періоду Алі-паші), фігури гвинтоподібної форми та невизначеної форми, вписаної в коло.

## Фотогалерея

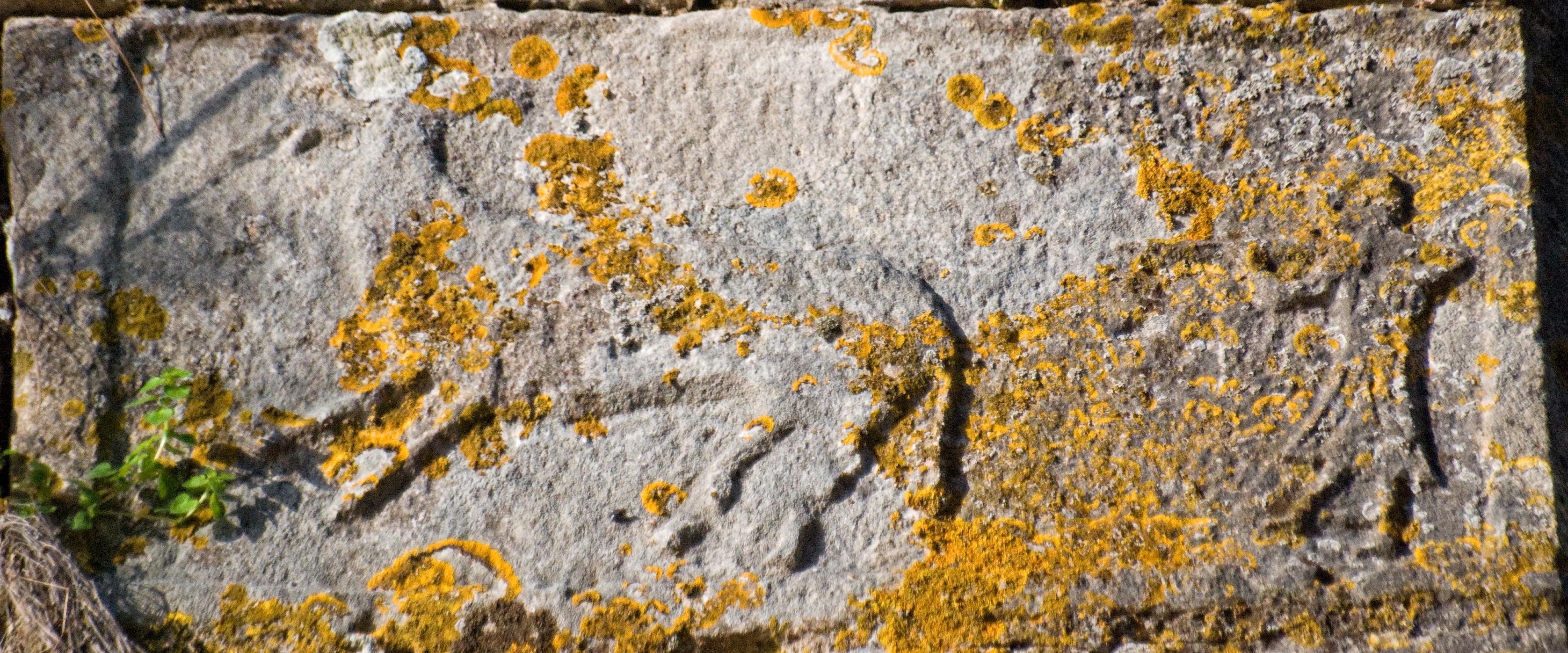
Різьблення на північно-східному бастіоні
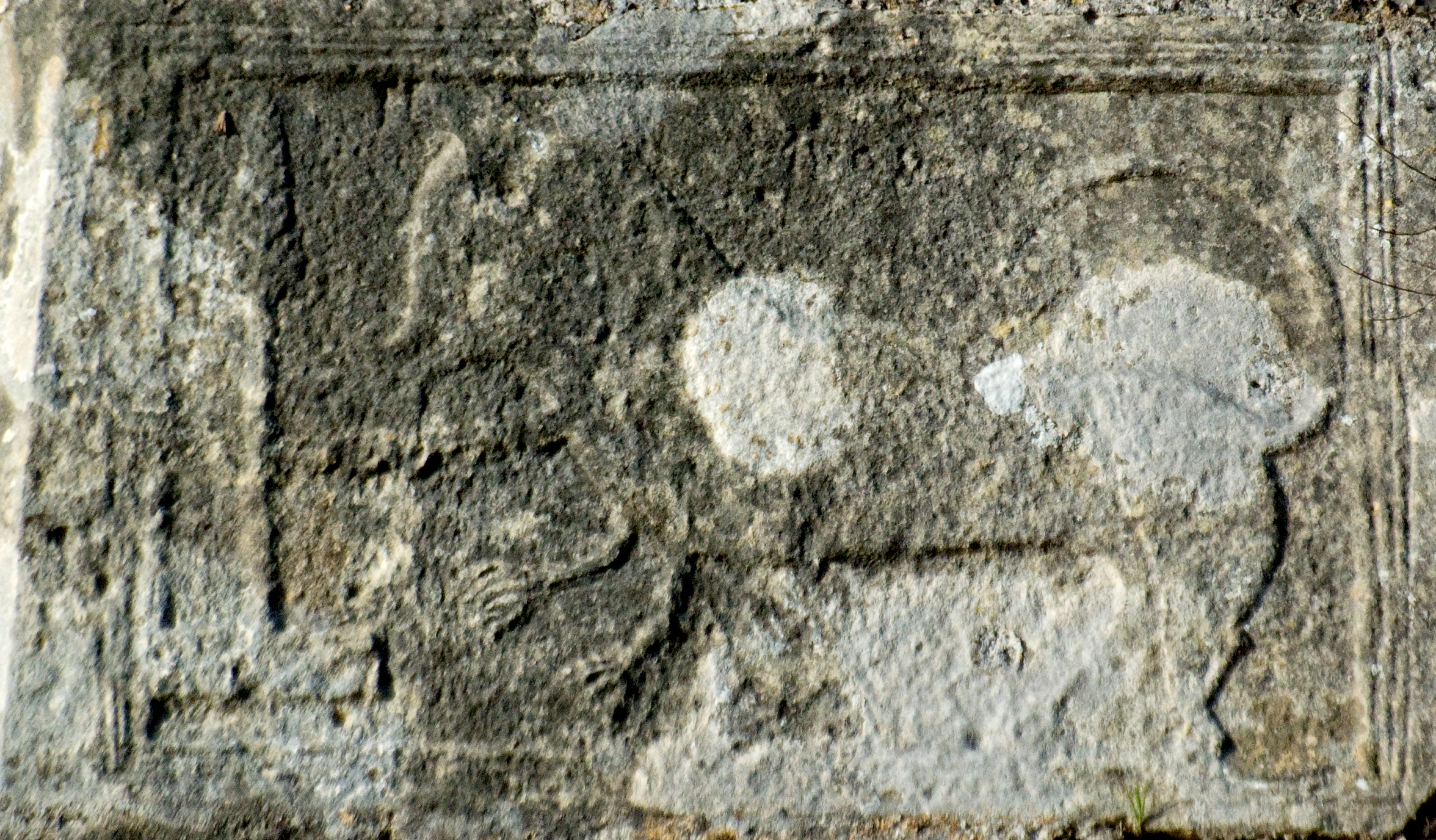
Різьблення на північно-східному бастіоні
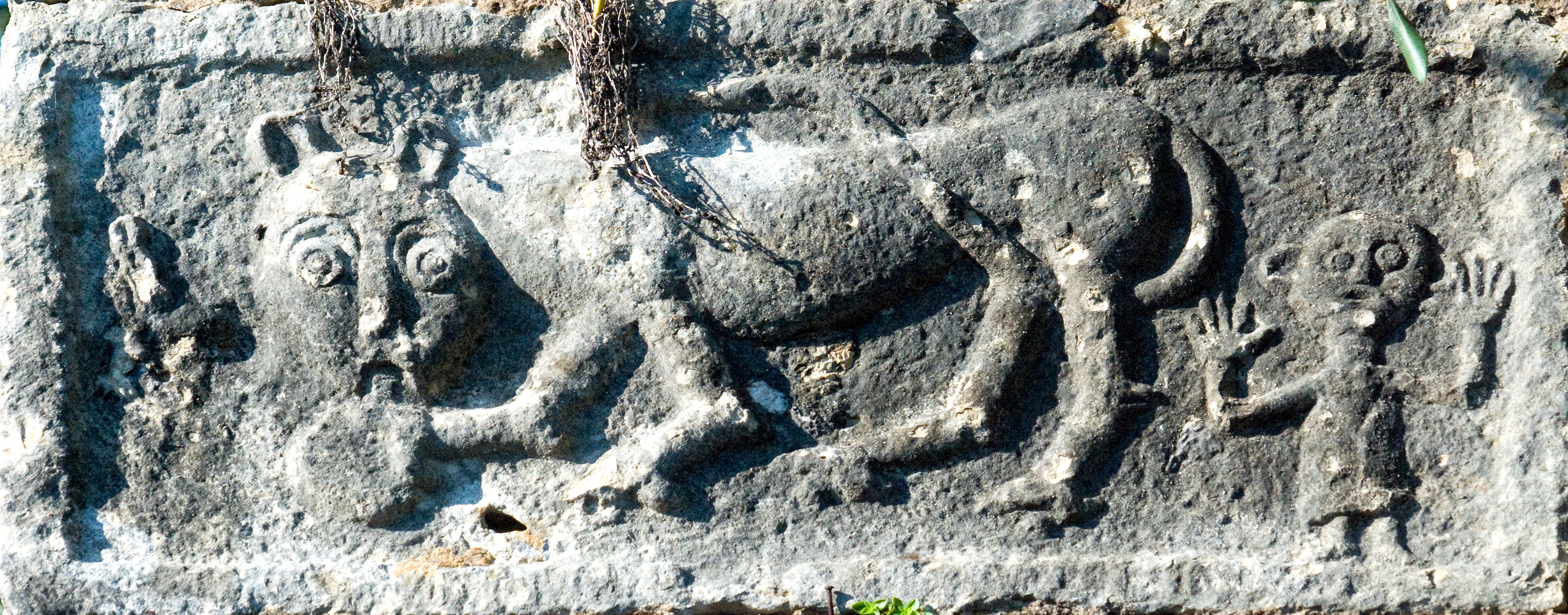
Нажаханий звір та людина з піднятими руками
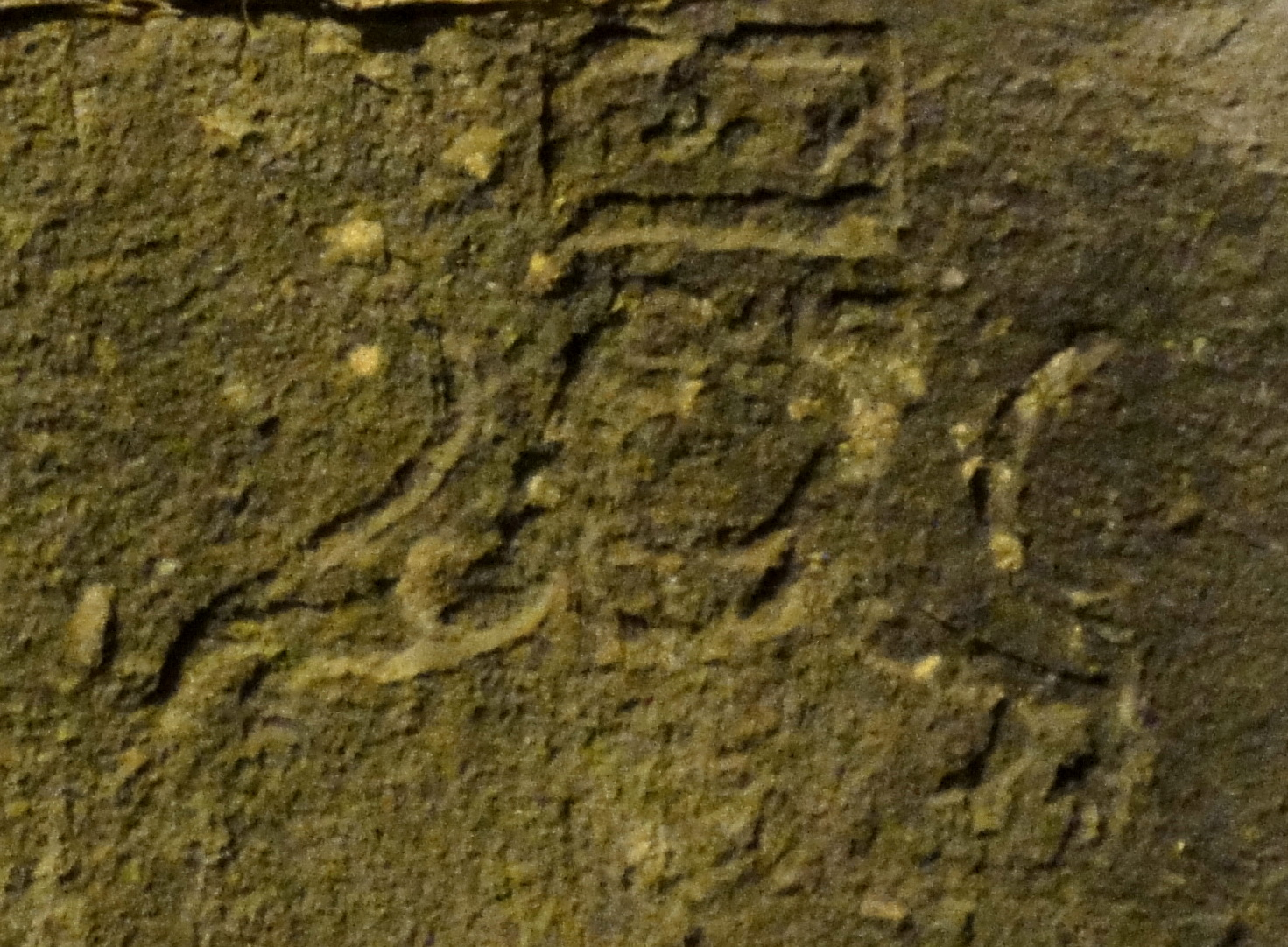
Різьблення. Дві собаки.
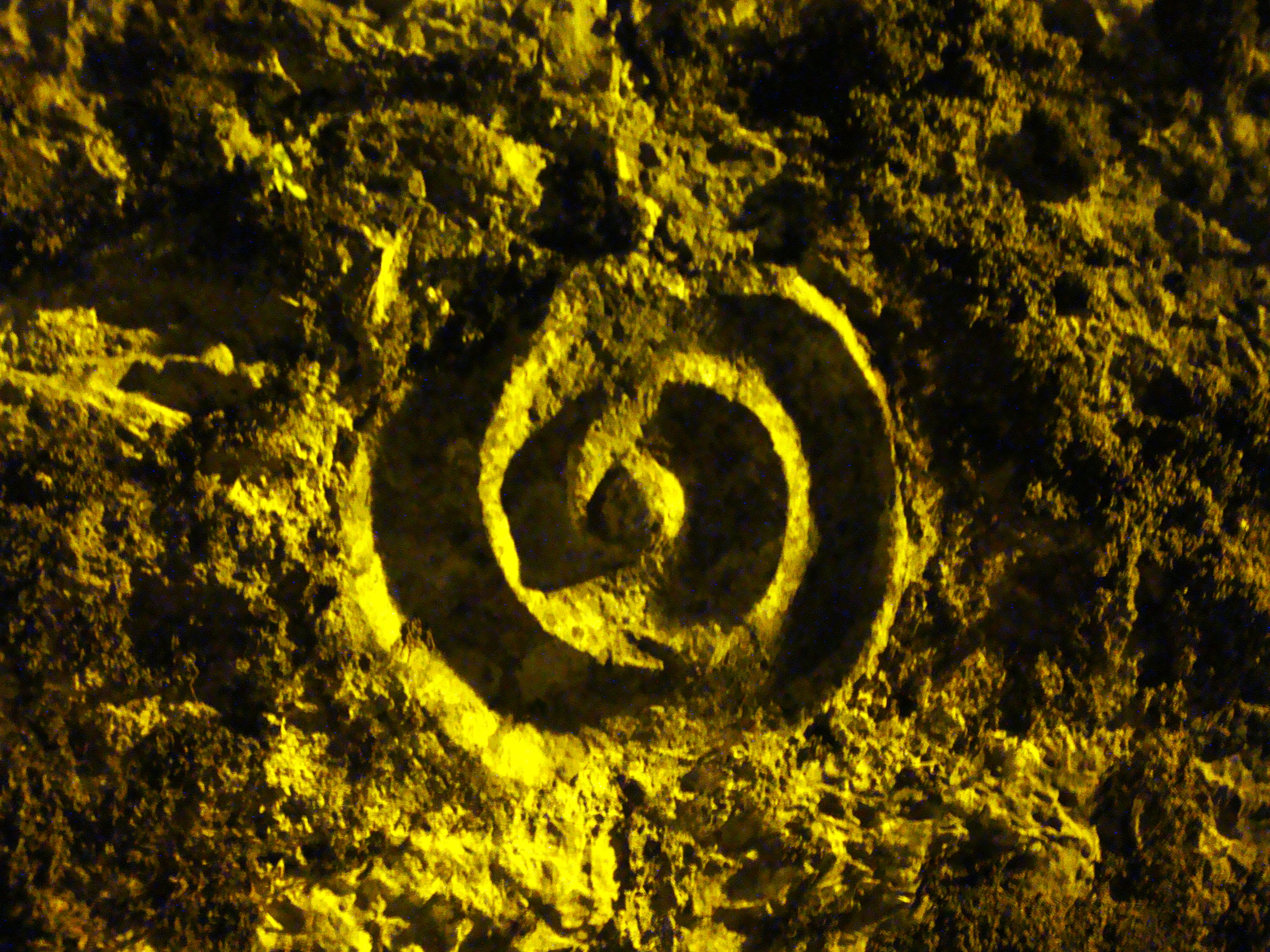
Різьблення. Фігура гвинтоподібної форми.
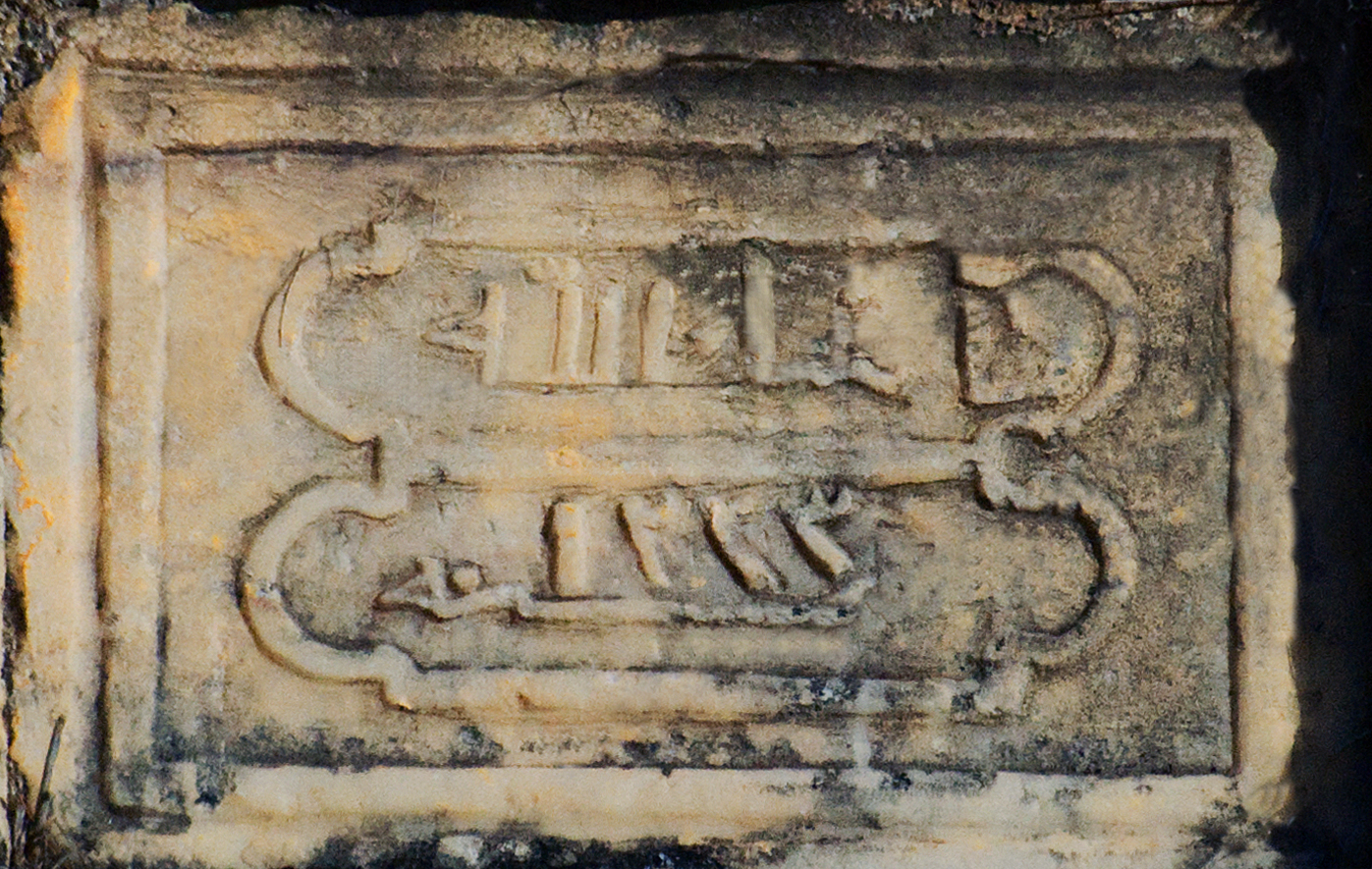
Побажання "Слава Аллаху" із зазначенням року 1223.

## Див також
- Замок Арта;
- Замок Бука;
- Замок Рогой;
- Замок Святого Георгія.